# Niphona subobscura
Niphona subobscura är en skalbaggsart som beskrevs av Stefan von Breuning 1968. Niphona subobscura ingår i släktet Niphona och familjen långhorningar. Inga underarter finns listade i Catalogue of Life.